# جارود سميث
جارود سميث (بالإنجليزية: Jarrod Smith)‏، من مواليد 20 يونيو 1984، لاعب كرة قدم نيوزلندي.
يلعب مع نادي سياتل سوندرز الأمريكي.
بدأ باللعب مع منتخب نيوزلندا لكرة القدم في عام 2006.

## روابط خارجية
- جارود سميث على موقع الاتحاد الدولي (مؤرشف)  (الإنجليزية)
- جارود سميث على موقع الدوري الأمريكي (الإنجليزية)
- جارود سميث على موقع قاعدة بيانات كرة القدم.إي يو (الإنجليزية)
- جارود سميث على موقع ناشيونال فوتبول تيمز (الإنجليزية)
- جارود سميث على موقع Soccerway.com (الإنجليزية)
- جارود سميث على موقع عالم كرة القدم.نت (الإنجليزية)
- جارود سميث على موقع كووورة